# Coalsnaughton
Coalsnaughton (Caolas Neachdainn en gaélique (gd), mais le village est aussi parfois appelé Calibar) est un village d'Écosse, situé dans le council area et région de lieutenance du Clackmannanshire. Il fait partie de la chaîne de moyenne montagne des Ochil Hills.
Il se trouve à proximité immédiate de la ville de Tillicoultry.